# Alexandre Palma
Alexandre Coutinho Lopes de Brito Palma (ur. 11 sierpnia 1978 w Lizbonie) – portugalski duchowny rzymskokatolicki, biskup pomocniczy Patriarchatu Lizbony od 2024. 

## Życiorys
Święcenia kapłańskie otrzymał 2 lipca 2006 i został inkardynowany do Patriarchatu Lizbony. Przez kilka lat pracował duszpastersko. W 2012 został prefektem studiów w seminarium Cristo Rei dos Olivais.
14 czerwca 2024 papież Franciszek mianował go biskupem pomocniczym Lizbony, ze stolicą tytularną Tepelta.
21 lipca 2024 otrzymał święcenia biskupie w  Klasztorze Hieronimitów w Lizbonie. Udzielił mu ich patriarcha Lizbony, arcybiskup Rui Valério. Jako dewizę biskupią przyjął słowa Ad Matutinum Laetitia (O świcie powraca radość) (Ps 30). 